# Maria Gażycz
Maria Gażycz; született Maria Nowina-Chrzanowska (1860. március 20. – Hrodna, 1935. szeptember 13.) fehérorosz származású lengyel festőnő, restaurátor és a Názáreti Szent Család Nővérek rendjének apácája.

## Élete
Apja mérnök volt, részt vett a kurszki vasutak és hidak építésében. Az édesanyja svéd származású, Elzbieta, az arisztokrata Nobel család tagja volt. Édesanyja kívánságának megfelelően szigorú ortodox hagyományok szerint nevelkedett három testvérével együtt. A teleket általában Varsóban töltötték. 1874 és 1878 között Varsóban tanult Wojciech Gersonnál. 1878-ban volt az első kiállítása a Zachęta Nemzeti Művészeti Galériában. Feleségül ment Konstantin Gażyczhoz (1848–1900), akinek a Hrodnai terület környékén volt egy birtoka. Egy fiuk született, aki csecsemőkorában meghalt.
Később Münchenben tanult, majd 1891 és 1895 között a párizsi Julian Akadémiára járt, ahol William-Adolphe Bouguereau, Tony Robert-Fleury és Jules Joseph Lefebvre mellett dolgozott.
Amikor megözvegyült, nővéréhez, Janinához költözött Krakkóba. A következő évben áttért a katolikus hitre, és 1906-ban belépett a Názáreti Szent Család Nővérek rendjébe. Első fogadalmát 1908-ban, örök fogadalmát pedig 1912-ben tette le. Ezt követően a festményeit „Názáreti Paula nővér” néven írta alá.
1919-ig a Hrodnában lévő, a Nagyboldogasszony tiszteletére szentelt nővérek kolostorában szolgált, majd Lublinban. 1923-tól 1928-ig Albanóban dolgozott, majd 1932-ig az ottani kolostor elöljárója lett. Mivel egészsége kezdett megromlani, visszavonult Hrodnába, ahol meghalt.

## Képgaléria

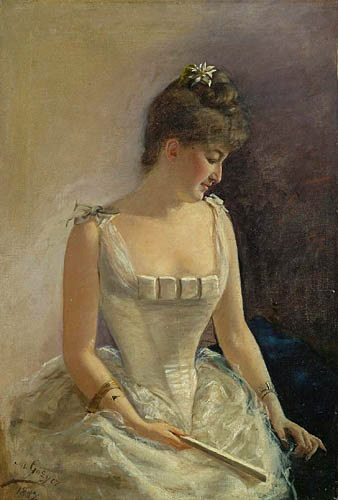
Hölgy báltermi ruhában 1897
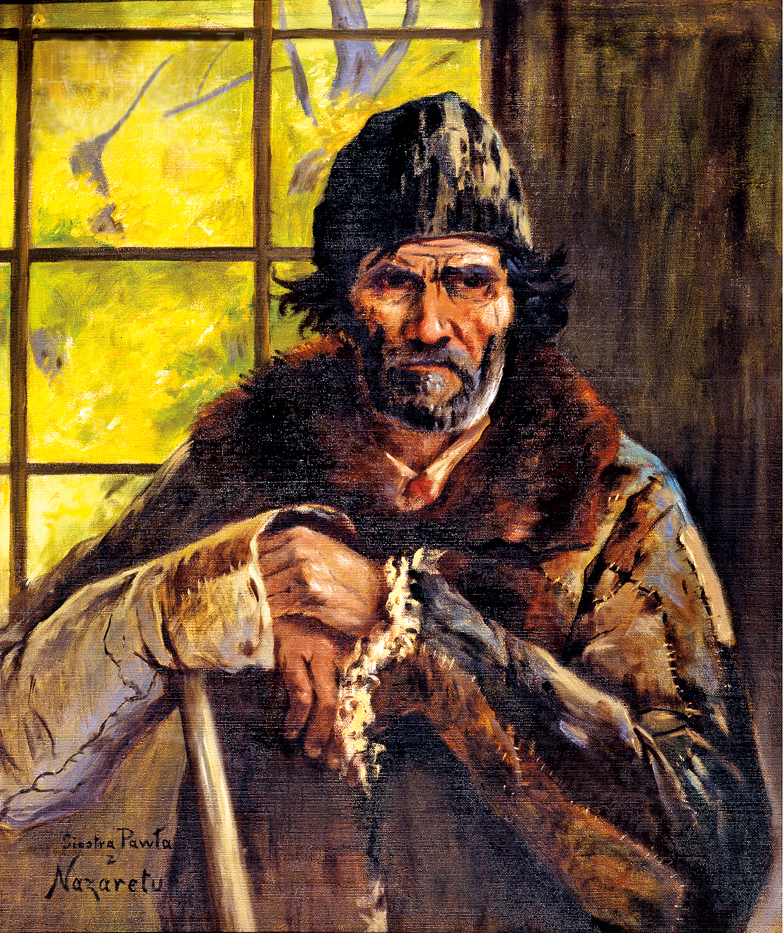
Paraszt
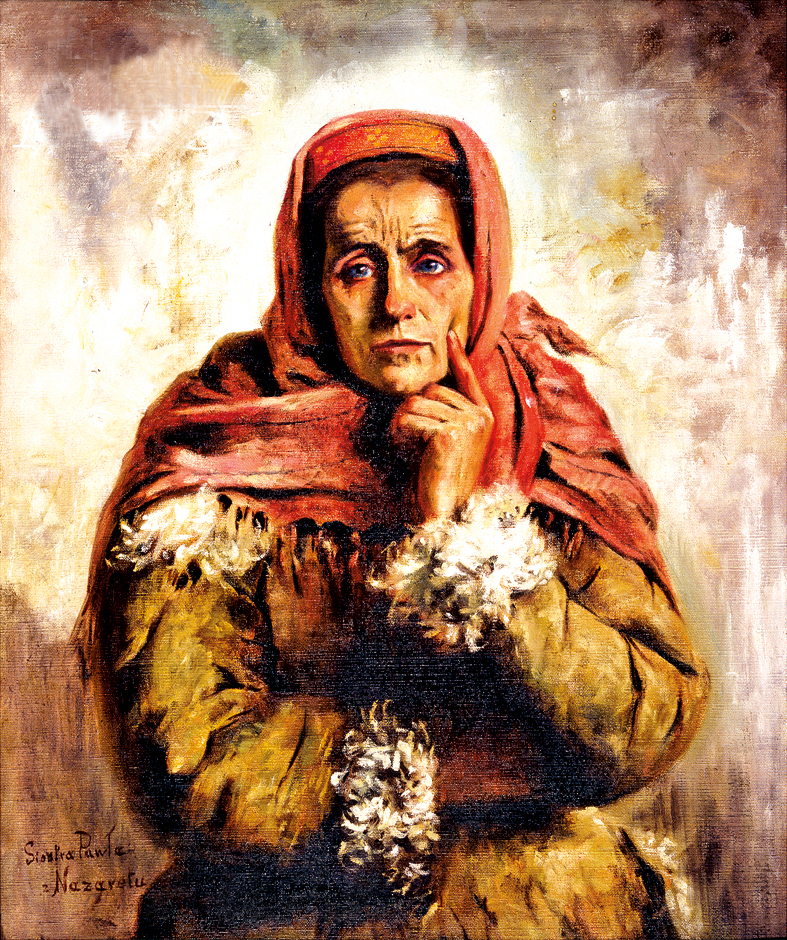
Parasztasszony
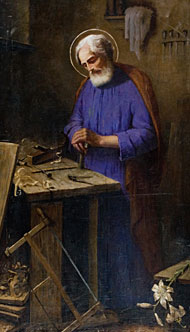
Szent József

## Fordítás
- Ez a szócikk részben vagy egészben  a   Maria Gażycz című angol Wikipédia-szócikk ezen változatának fordításán alapul.  Az eredeti cikk szerkesztőit annak laptörténete sorolja fel. Ez a jelzés csupán a megfogalmazás eredetét és a szerzői jogokat jelzi, nem szolgál a cikkben szereplő információk forrásmegjelöléseként.